# Tomada de posse do Presidente da República Portuguesa
A tomada de posse do Presidente da República Portuguesa  é um evento cerimonial que marca o início de um novo mandato de cinco anos para o cargo de Presidente da República em Portugal.
A cerimónia de tomada de posse é o ato protocolar mais solene no âmbito do protocolo oficial do Estado português. Através de eleições democráticas, as tomadas de posse presidenciais são eventos importantes na história contemporânea portuguesa, com as cerimónias a terem significados diferentes em tempos diferentes. Por exemplo, a segunda tomada de posse de Jorge Sampaio em 2001, limitou-se apenas às cerimónias na Assembleia da República, devido à Tragédia de Entre-os-Rios, em sinal de luto; assim como a segunda tomada de posse de Marcelo Rebelo de Sousa em 2021, no contexto da pandemia de COVID-19.
O dia da tomada de posse presidencial ocorre em 9 de março. Durante o Estado Novo, a cerimónia ocorria em 9 de agosto; a última a ocorrer nesta data foi a de Américo Tomás em 1958.
A mais recente cerimónia pública de tomada de posse do presidente da República Portuguesa, foi a do presidente Marcelo Rebelo de Sousa numa terça-feira, 9 de março de 2021.

## Cerimónias oficiais

### Início da sessão
A Assembleia da República reúne-se em sessão extraordinária, nos termos do artigo 163.º a), presidida pelo Presidente da Assembleia da República, perante a qual o Presidente Eleito da República Portuguesa toma posse, de acordo com o artigo 127.º, nº 1.
A sessão é aberta pelo Presidente da Assembleia da República, que a suspende logo em seguida para receber o Presidente da República e altas entidades convidadas para a sessão à medida que chegam.
Um batalhão de militares dos três Ramos das Forças Armadas com estandarte, banda e fanfarra, encontra-se já postado no passeio fronteiro ao Palácio de São Bento para prestar a Guarda de Honra, mantendo-se neste local até ao fim da cerimónia. As altas entidades convidadas são recebidas à entrada por elementos do Protocolo e da Secretaria-Geral da Assembleia da República; dentre estes, o Primeiro-Ministro recebe o toque de continência da Guarda de Honra.

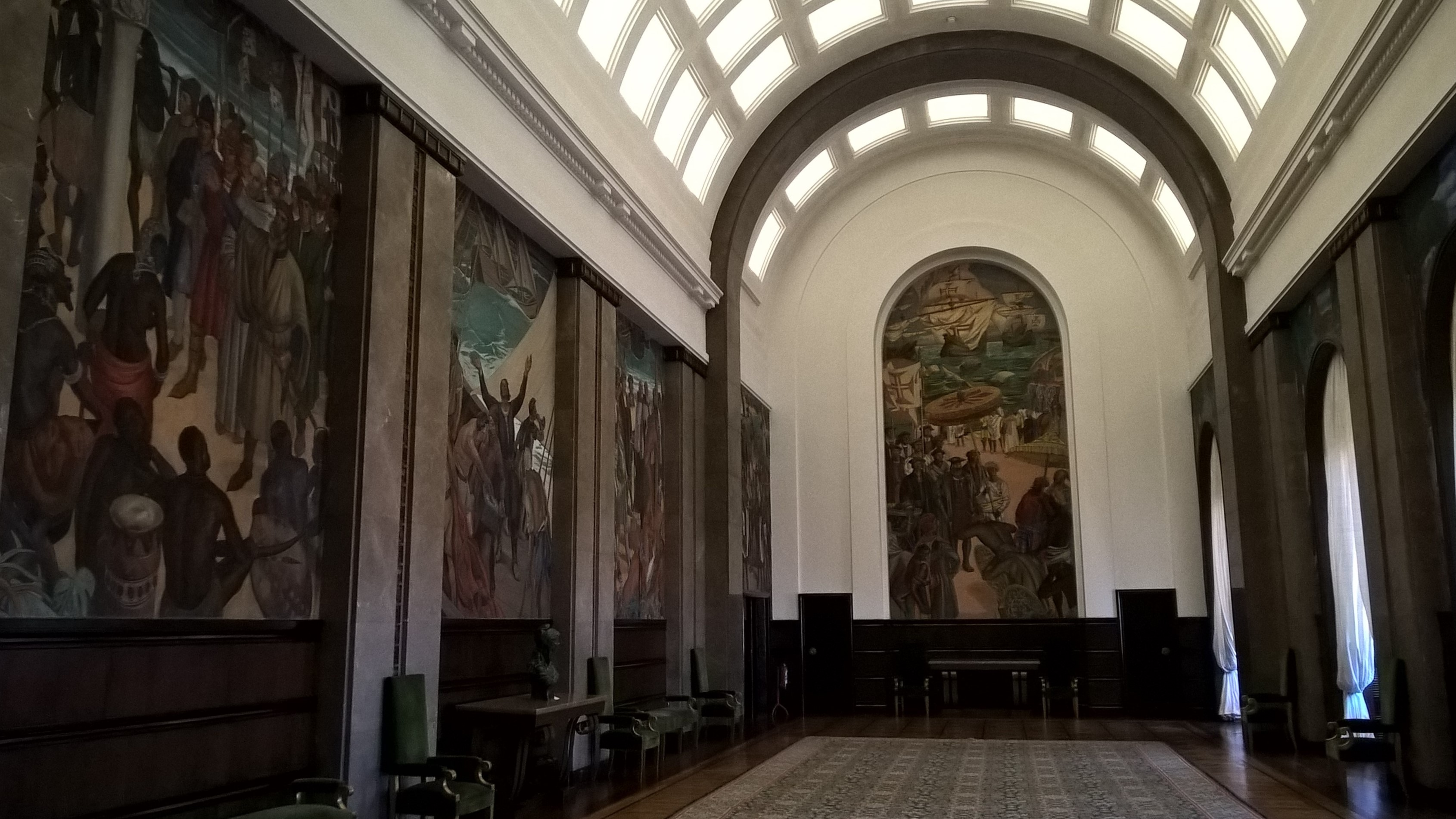
Salão Nobre do Palácio de São Bento

O Presidente eleito chega ao Palácio de São Bento antes do Presidente da República cessante; é recebido pelo Presidente da Assembleia da República e é saudado pela Guarda de Honra. Dirige-se ao Salão Nobre em cortejo com o Presidente da Assembleia da República e Vice-Presidentes e Secretários da Mesa da Assembleia da República, até ao Salão Nobre. O Presidente da Assembleia da República regressa à escadaria exterior para receber o Presidente da República cessante; escutam o Hino Nacional e o Presidente da República passa revista às tropas em parada pela última vez; é então dirigido em cortejo semelhante para o Salão Nobre.
Entretanto, os parlamentares e convidados vão ocupando os seus lugares na Sala das Sessões. Para que o Presidente da Assembleia da República possa reabrir a sessão, dão entrada na Sala das Sessões o Presidente da República cessante e o Presidente eleito, vindos do Salão Nobre, em cortejo assim constituido:
1. Auxiliares parlamentares
2. Secretários do Protocolo do Estado
3. Chefe do Protocolo do Estado e Secretário-Geral da Assembleia da República
4. Presidente da Assembleia da República, Presidente da República cessante e Presidente eleito
5. Presidente do Tribunal Constitucional, Primeiro-Ministro e Presidente do Supremo Tribunal de Justiça
6. Secretários da Mesa da Assembleia da República
7. Diretor do Gabinete de Relações Internacionais e Protocolo e Chefe de Gabinete do Presidente da Assembleia da República
8. Auxiliares parlamentares

O Presidente da Assembleia da República dá a direita ao Presidente da República cessante e a esquerda ao eleito.

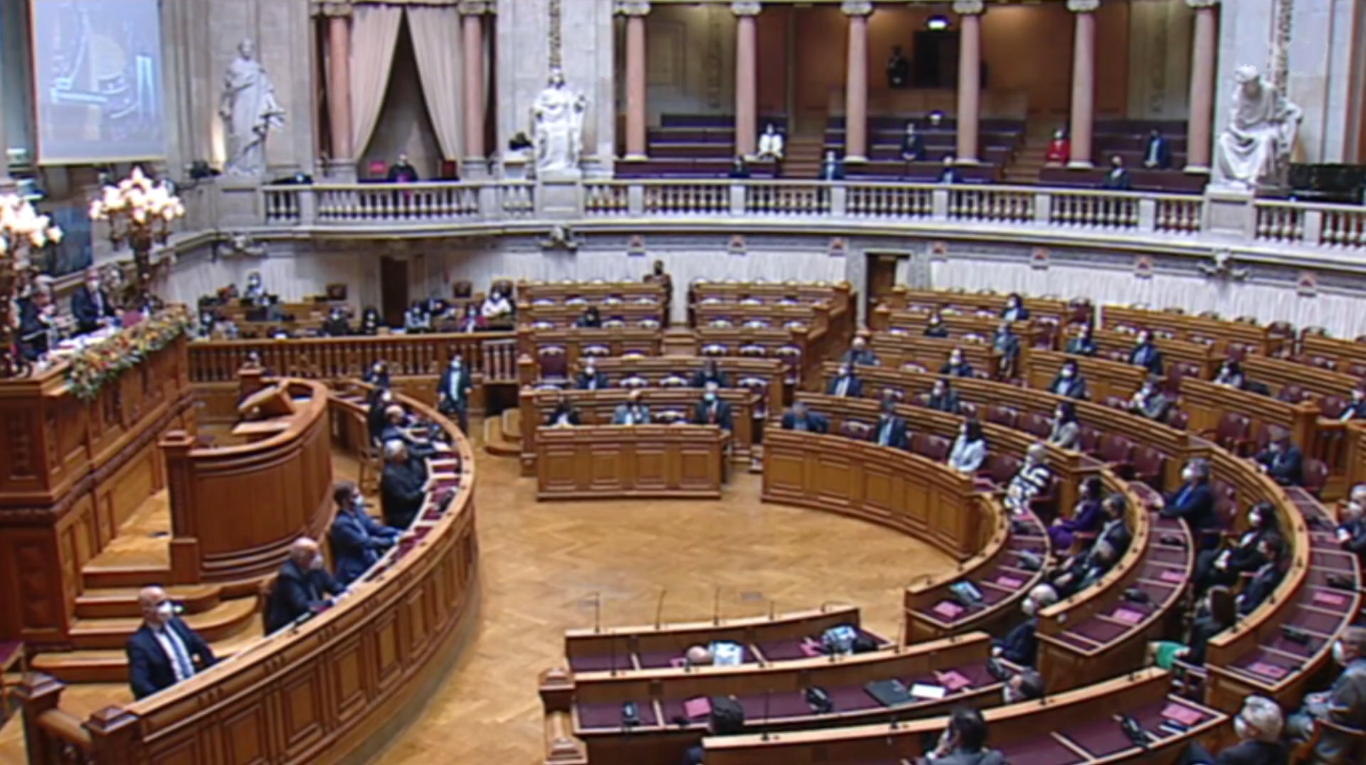
Sala das Sessões durante a segunda tomada de posse de Marcelo Rebelo de Sousa.

O cortejo entra na Sala das Sessões pela porta dos Passos Perdidos do lado do Corredor dos Espelhos, passando em frente da Tribuna, detendo-se o tempo suficiente para as mais altas figuras do Estado poderem saudar o corpo diplomático. No cortejo, o Presidente da Assembleia da República dá a direita ao Presidente da República cessante e a esquerda ao eleito; estes mantêm as suas posições relativas nos seus lugares na tribuna da presidência. Os restantes membros do cortejo tomam os seus lugares no hemiciclo, com exceção dos auxiliares parlamentares, que assumem posições junto da tribuna (dois em cima, a ladear a Presidência, e dois em baixo, a ladear a bancada do Governo).
Uma vez reaberta a sessão pelo Presidente da Assembleia da República, é lida a Ata de Eleição por um dos Secretários da Mesa da Assembleia da República. Segue-se a declaração de compromisso do Presidente da República e o Juramento sobre a Constituição da República Portuguesa.

### Juramento
O Presidente da Assembleia da República anuncia que o Presidente eleito vai prestar a declaração de compromisso. Este levanta-se e, perante os membros da Mesa e a assistência de pé, presta juramento com a mão direita sobre o original da Constituição da República Portuguesa, que é segurado com as duas mãos pelo Presidente da Assembleia da República. O procedimento de jurar sobre o original da Constituição foi introduzido por Jaime Gama, na tomada de posse de Aníbal Cavaco Silva em 2006, e tem vindo a ser seguido desde então.
A fórmula do juramento, expressa na Constituição, é a seguinte:

Juro por minha honra desempenhar fielmente as funções em que fico investido e defender, cumprir e fazer cumprir a Constituição da República Portuguesa.— Constituição de 1976, Art. 127.º
Para assinalar o momento, é tocado o Hino Nacional pela Banda da Guarda Nacional Republicana formada nos Passos Perdidos, acompanhado por uma salva de 21 tiros de artilharia naval, a partir de uma fragata fundeada no Tejo; a assistência escuta de pé.
Um dos Secretários da Mesa da Assembleia da República lê então o Auto de Posse, que é assinado pelo agora empossado Presidente da República e pelo Presidente da Assembleia da República.
Nesta altura, o agora ex-Presidente, sentado à direita do Presidente da Assembleia da República, troca de lugar com o Presidente da República recém-empossado, sentando-se à sua esquerda, refletindo as suas novas posições na hierarquia protocolar do Estado; mais discretamente, a troca de cadeiras é reproduzida pelas Primeiras-damas, sentadas nas galerias da Assembleia da República.

### Discursos

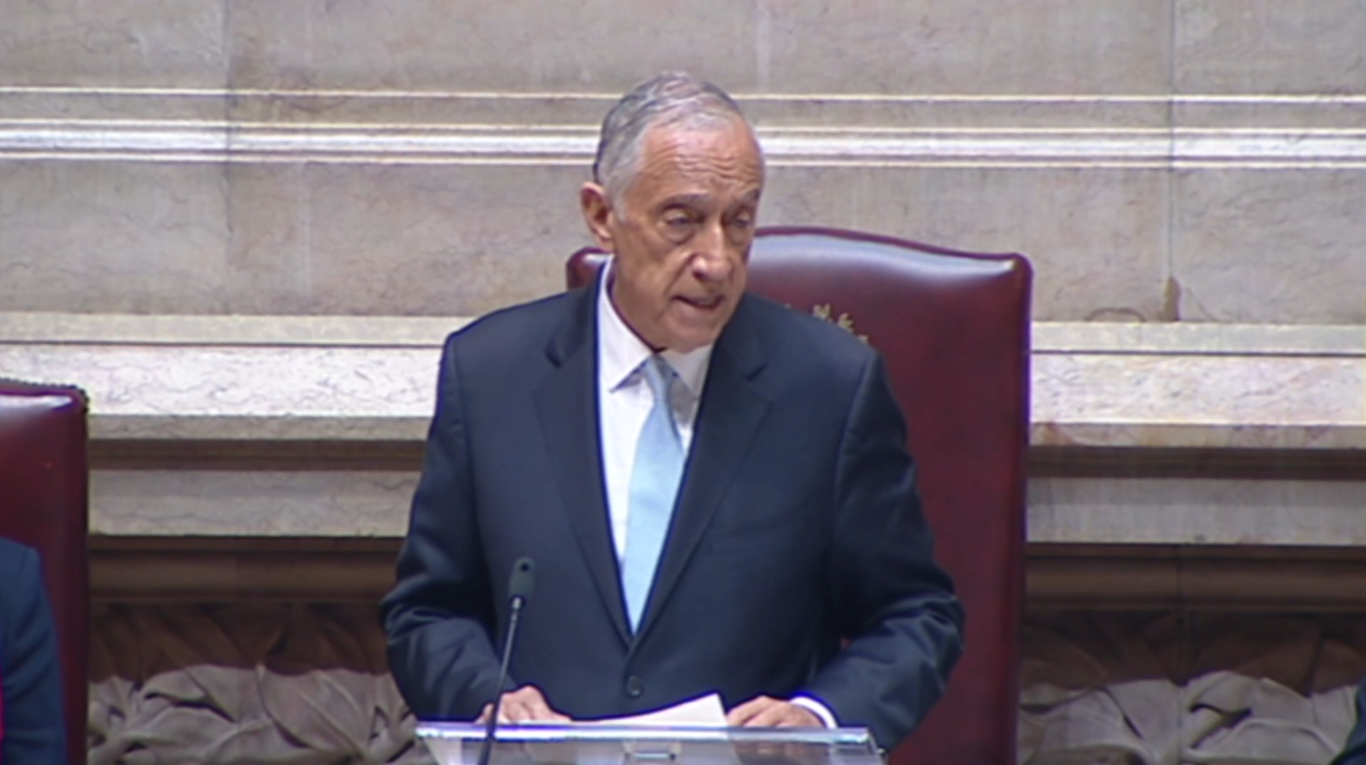
Discurso de Marcelo Rebelo de Sousa na sua segunda tomada de posse, em 2021.

Após a assinatura do auto de posse, o Presidente da Assembleia da República saúda o Presidente da República empossado com um discurso, a que se segue, nos termos constitucionais, o primeiro discurso do Presidente da República empossado.

### Cerimónia de cumprimentos
Após o discurso do Presidente da República Portuguesa empossado, a sessão é encerrada com uma nova execução do Hino Nacional pela Banda da Guarda Nacional Republicana, seguindo-se uma cerimónia de cumprimentos no Salão Nobre do Palácio de São Bento, os convidados e participantes presentes cumprimentam o Presidente da República Portuguesa, seguindo depois em cortejo até à escadaria exterior do edifício, onde a Guarda de Honra presta as honras militares e o Presidente passa revista às tropas.

### Convidados

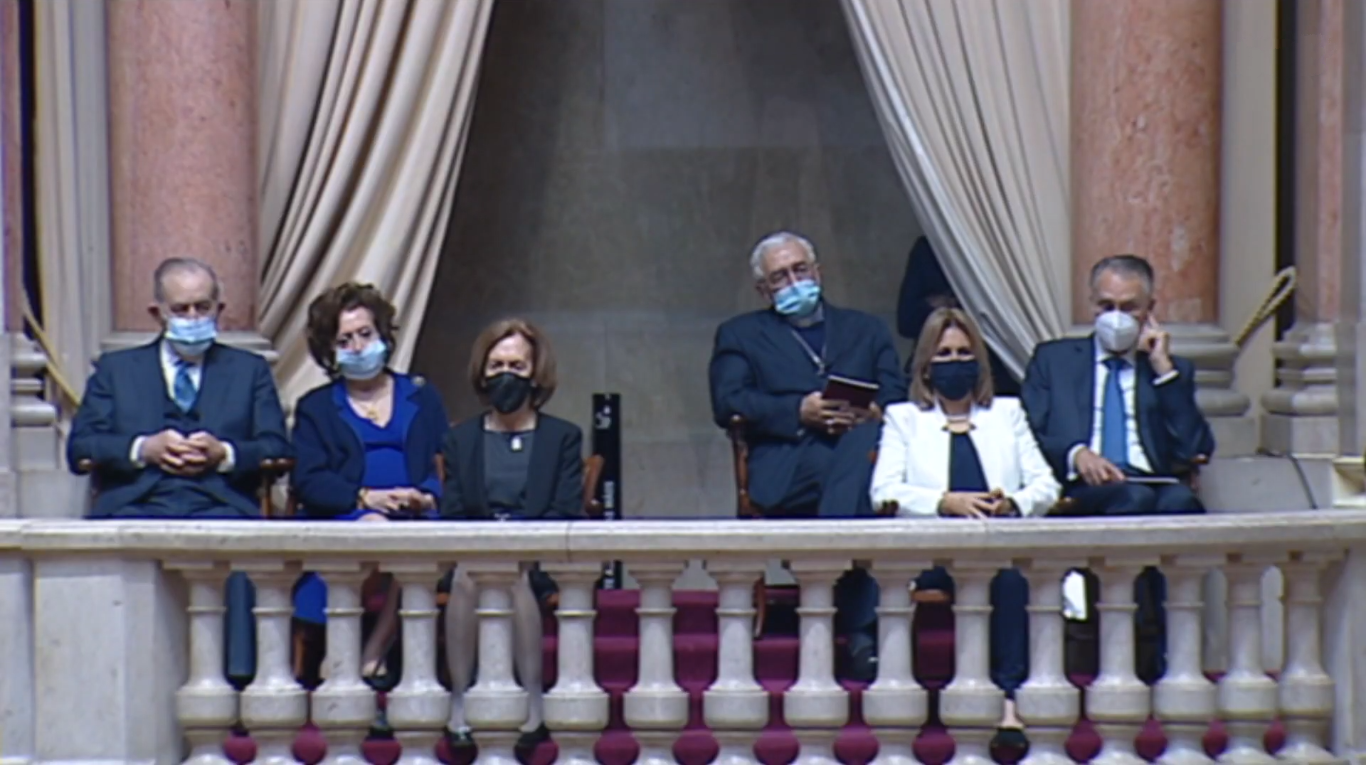
Convidados da segunda tomada de posse de Marcelo Rebelo de Sousa, em 2021, nas galerias da Assembleia da República. Da esquerda para a direita: António Ramalho Eanes (ex-Presidente da República), Manuela Eanes (ex-Primeira-dama), Maria Filomena Aguilar (esposa do Presidente da Assembleia da República Eduardo Ferro Rodrigues), José Ornelas Carvalho (presidente da Conferência Episcopal Portuguesa), Fernanda Tadeu (esposa do Primeiro-Ministro António Costa) e Aníbal Cavaco Silva (ex-Presidente da República).

Os convidados nas cerimónias de tomada de posse incluem entidades oficiais, como antigos Presidentes da República e Primeiras-damas, presidentes do Supremo Tribunal de Justiça, do Tribunal Constitucional, do Supremo Tribunal Administrativo, do Tribunal de Contas, membros do Governo, Presidente da Câmara Municipal de Lisboa, Procuradora-Geral da República, a Provedora de Justiça e o chefe do Estado-Maior-General das Forças Armadas, assim como representantes religiosos, como o Cardeal Patriarca de Lisboa, o Núncio apostólico, o Presidente da Conferência Episcopal Portuguesa, chefes de Estado ou de governo estrangeiros, ou até ex-candidatos presidenciais.

## Outros eventos

### Mosteiro dos Jerónimos
Após sair da Assembleia da República, o Presidente da República dirige-se para o Mosteiro dos Jerónimos, onde deposita uma coroa de flores no túmulo de Luís Vaz de Camões, sendo que, desde 2016, o ritual é estendido ao túmulo de Vasco da Gama, seguindo-se a assinatura do livro de honras.

### Palácio de Belém
Saído do Mosteiro dos Jerónimos, o Presidente da República é escoltado a cavalo da Guarda Nacional Republicana.até à sua residência oficial, o Palácio de Belém, após ser recebido por uma guarda de honra do esquadrão presidencial, subindo a rampa do Palácio de Belém (acompanhado ou não) onde é recebido no Pátio dos Bichos pelo chefe da Casa Civil e recebe na Sala das Bicas, do secretário-geral da Presidência da República, a Banda das Três Ordens, símbolo da Presidência da República como Grão-Mestre das Ordens Honoríficas Portuguesas.

### Almoço oficial
À receção das insígnias da Banda das Três Ordens, segue-se um almoço oficial promovido pelo Presidente da República a um número limitado de convidados especiais.

### Condecorações
Quando se trata da eleição de um novo Presidente, o Presidente cessante recebe uma condecoração das mãos do novo, mais precisamente o Grande-Colar da Ordem da Liberdade.

### Concerto
O dia da tomada de posse de Marcelo Rebelo de Sousa em 2016 foi encerrado com um concerto na Praça do Município de Lisboa, com a participação de vários artistas de relevo nacional, sendo que coube a um deles cantar o Hino Nacional.

### Cerimónia ecuménica
Nas duas tomadas de posse de Marcelo Rebelo de Sousa, também foi incluída nas cerimónias oficiais uma cerimónia ecuménica, com a presença de representantes de todas as congregações religiosas. Em 2016 deu-se na Mesquita Central de Lisboa, enquanto que em 2021 teve lugar no Salão Nobre da Câmara Municipal do Porto.